# New Day Rising
New Day Rising（ニューデーライジング）は、ミュージックバードで、2007年1月4日から2008年12月25日まで放送されていたラジオ番組。
放送時間は、毎週木曜日の21:00～22:00（JST）生放送（収録の場合有）。また、一部のコミュニティ放送局でもネットされていた。

## 概要
Rin'をパーソナリティとして、音楽やトークを繰り広げる。

## タイムテーブル（2007年7月当時）
- 21:00-21:05 オープニング
- 21:05-21:20 音楽・トーク
- 21:20-21:30 リスナーメッセージ
- 21:30-21:40 「○○（パーソナリティ名）のコーナー」・音楽
- 21:40-21:50 リスナーメッセージ・音楽
- 21:50-21:55 「 」{stub}
- 21:55-22:00 エンディング

## コーナー
- ○○（パーソナリティ名）のコーナー

Rin'の3人が週替わりで交代し、トークをする。
- {stub}

さまざまな、おすすめのものを紹介。